# Эгбеди, Эдафе
Эда́фе Эгбе́ди (англ. Edafe Egbedi; 5 августа 1993, Нигерия) — нигерийский футболист, полузащитник шведского «ИФК Мальмё».

## Клубная карьера
С 2010 года Эдафе выступал за молодёжную команду датского клуба «Орхус».
2 мая 2012 года нигериец дебютировал в датской Суперлиге в матче против «Люнгбю», выйдя на замену на 70-й минуте встречи. Следующие матчи Эдафе за основной состав пришлись на сезон 2012/13. Игрок провёл 4 матча в чемпионате и 2 игры в кубке Дании. 28 августа 2014 года был отдан в аренду до конца года в клуб «Скиве».
В январе 2015 года разорвал контракт с «Орхусом».
В 2015 году Эдафе подписал соглашение с клубом «Преспа Бирлик», выступающим в третьей шведской лиге.

## Карьера в сборной
Эгбеди в составе юношеской сборной Нигерии до 17 лет принимал участие в домашнем Чемпионате мира 2009. В первой игре против сборной Германии Эдафе забил гол, который принёс с его команде ничью 3:3. В 1/8 финала во встрече со сборной Новой Зеландии нигериец оформил дубль. Всего Эгбеди принял участие в 7 матчах турнира, в том числе и в финальной игре против швейцарцев, в которой его команда потерпела поражение 0:1.
Эдафе провёл 2 матча на молодёжном чемпионате Африки 2011, завершившемся победой Нигерии. В финальном матче полузащитник участия не принимал. В 2011 году Эгбеди участвовал в молодёжном чемпионате мира в Колумбии. В первом же матче турнира сделал дубль в ворота сборной Гватемалы. Победив во всех трёх матчах группового этапа сборная Нигерии вышла в 1/8 финала турнира, где встретилась со сборной Англии. На 52 минуте матча Эгбеди забил мяч в ворота англичан, ставший победным. В четвертьфинале нигерийцы уступили сборной Франции. Эгбеди принял участие в 4 матчах турнира, забил 3 мяча.
В 2013 году Эгбеди вновь принял участие в молодёжном чемпионате мира, проходившем в Турции. На этот раз нигерийцы добрались только до 1/8 финала, уступив сборной Уругвая. Эгбеде сыграл в 3 матчах, во всех из них выходя на замену.